# STP-Marketing
STP-Marketing oder auch Marktsegmentierung  gehört zu den Marketingstrategien.  STP steht dabei für Segmentation (Segmentierung), Targeting (Auswahl der Zielsegmente) und Positioning (Positionierung) und bedeutet die exakte Auswahl von Zielsegmenten und  Zielgruppen. Der STP-Ansatz zählt zu den analytischen Grundlagen des strategischen Marketings und dient zur differenzierten Marktbearbeitung in der Planungsphase des Marketingmanagement-Prozesses. Mit seiner Hilfe können die Marketingaktivitäten von Unternehmen gezielt und datengestützt auf profitable Kundensegmente ausgerichtet werden.

## Strategie
Es gibt die unterschiedlichsten Arten von Konsumenten mit noch differenzierteren Bedürfnissen. Um bei der Entwicklung einer zielgenauen Marketingstrategie Unschärfen zu vermeiden, empfiehlt etwa Philip Kotler, mit der STP-Strategie den gesamten Markt zu unterteilen und sich nur auf die besten Segmente zu konzentrieren.
Im Rahmen dieser Auswahl, der Marktsegmentierung, stehen der Kunde und die Entwicklung von sogenannten Customer Values (Kundennutzen) sowie profitable Kundenbeziehungen im Mittelpunkt. Die Marketingstrategie konzentriert sich dabei auf zwei Schlüsselfragen. Zum einen, welche Kunden man „bedient“ (Segmenting und Targeting) und wie man, zum anderen, Customer Values für die ausgewählten Kunden kreieren kann (Differenzierung und Positioning). Anschließend kann dann mit einer zielgruppenspezifischen Kampagnenstrategie der Kundennutzen präzise an die zuvor definierte Zielgruppe übermittelt werden. Der Nutzen solcher STP-Strategien manifestiert sich in einer Verbesserung der Marketingperformance, Erhöhung der Kundenzufriedenheit, Abgrenzung von Mitbewerbern sowie einer Steigerung der Profitabilität.

## Segmentierungskriterien
Marktsegmentierungen können auf Basis unterschiedlicher Daten erfolgen und lassen sich in Kategorien einteilen, die auch kombinativ zur Marktaufteilung genutzt werden:
- Demografische Segmentierung: Auswertung statistischer Daten
- Psychografische Segmentierung: Charakteranalyse
- Nutzenbasierte Segmentierung: Qualitäts- und Preisfokus

Sinnvoll anwendbare Auswahlkriterien sollten dabei folgenden Anforderungen genügen:
- Verhaltensrelevanz
- Ansprechbarkeit der Mitglieder der Segmente
- Trennschärfe
- Messbarkeit der Segmentierungskriterien
- Zeitliche Stabilität
- Wirtschaftlichkeit

Für die Praxis bedeutet das: Die Segmente müssen differenziert angesprochen werden können, es darf keine zu große Überlappung in der Segmentierung vorliegen und
es muss sichergestellt sein, wer sich in welchem Segment befindet. Gleichzeitig muss immer zu gewährleisten sein, dass die Marktsegmentierung einen gewissen zeitlichen Bestand hat und die Segmente so bedient werden können, dass daraus wirtschaftlicher Nutzen gezogen werden kann.

## Segmentierungsmethoden
Die von Wendel beschriebenen Methoden zur optimalen Segmentierung nach den zuvor ausgewählten Kriterien:

### Visualisierung
Erstellung eines Streudiagramms mit zentralen Variablen zur Identifikation einzelner Kundengruppen aufgrund erkennbarer Muster.
Bei der Anwendung dieser Methode zeigen sich aber einige Nachteile. Visualisierung ist nur zwei-dimensional, sehr subjektiv und kann nur mit Ja oder Nein auf die Frage der Segmentzugehörigkeit antworten. Je nachdem, welche Muster erkennbar sind, werden darüber hinaus Segmentgrenzen teilweise nur sehr unscharf dargestellt.

### Clusteranalyse
Bei der Clusteranalyse erfolgt eine Berechnung der Distanzen zwischen den betrachteten Individuen und es wird eine Distanzmatrix erstellt. Danach werden nächstgelegene Individuen/Segmente zu größeren Clustern zusammengefasst – ein iterativer Prozess, der immer die kürzesten Abstände sucht. Danach wird auf Grundlage der inkrementellen Reduktion der Heterogenität zwischen Clustern die Segmentzahl bestimmt.

### Finite Mixture Analyse
Diese Analyse betrachtet die Verteilung der Variablen. In einem iterativen Prozess wird nach einer Mischung von Normalverteilungen gesucht, welche die tatsächliche Verteilung am besten darstellt. Das Besondere an der Finite Mixture Analyse ist dabei, dass jede der Normalverteilungen aus der „Verteilungsmischung“ ein Segment darstellt. Es lässt sich so also auch die Wahrscheinlichkeit der Segmentzugehörigkeit bestimmen.

## Vorteile optimierter Marktpositionierung
Die richtige Positionierung ist ein entscheidender Erfolgsparameter. Nur wenn eine Marke ein emotionales und faktisches Bedürfnis sehr präzise trifft, besteht eine echte Chance auf durchschlagenden Erfolg. Wettbewerbsvorteile können nur auf einem soliden Wissen über die Kunden und ihre ursächlichen Kaufentscheidungen basieren. Gleichzeitig hilft die genaue Kenntnis eines segmentierten Marktes, eine Nische zu besetzen und zu dominieren, was nach der Theorie des Divergenzmarketings immer erfolgversprechender ist, als Marktführer auf ganzer Breite anzugreifen.